# B'z Loud-Gym
B'z Loud-Gym是日本搖滾組合B'z的30週年紀念活動。自2017年9月21日起至2018年9月20日止，每月1回，共計舉行13回。

## 概要
作為B'z結成30週年紀念，在日本全國的LIVE HOUSE播放樂曲或演唱會影像的爆音活動。
每月決定一個主題，並根據主題選出樂曲或影像。此外，亦有在Loud-Gym上成為首次公開的影像及音源。

## 入場
免費入場（但入場時需2杯飲料費）。關於入場方法如下所示。
1. 發行優先入場用電子票券「Loud Pass」。申請必須註冊『B'z Club-Gym』。
2. 「Loud Pass」入場完畢後，以當日會場發行的號碼牌入場。
3. 「Loud Pass」與當日會場分發的號碼牌符合者入場後，若會場容納人數尚有餘裕便可入場。

## 腳註

### 出典
1. ↑  . BARKS（日语：BARKS） (JAPAN MUSIC NETWORK株式會社). 2017-07-27  [2017-08-26]. （原始内容存档于2017-08-26）.
2. ↑  . B'z Official Website. VERMILLION RECORDS. 2017-07-27  [2017-08-31]. （原始内容存档于2020-08-13）.
3. ↑  . B'z Official Website. VERMILLION RECORDS. 2018-01-22  [2020-09-15]. （原始内容存档于2020-09-18）.
4. ↑  . B'z Official Website. VERMILLION RECORDS. 2018-02-19  [2020-09-15]. （原始内容存档于2020-09-29）.

## 外部連結
- B'z Loud-Gym
- B'z Official Website